# Europejska Rada Energii Odnawialnej
Europejska Rada Energetyki Odnawialnej, ang. European Renewable Energy Council, EREC – działająca od 2000 r. parasolowa organizacja zrzeszająca europejskich producentów zielonej energii. Reprezentuje cały sektor związany z przemysłem, handlem i badaniami nad fotowoltaiką, energią wiatru małymi elektrowniami wodnymi, bioenergią (biomasa, biogaz, biopaliwa), geotermią itd. W sumie EREC reprezentuje przedsiębiorstwa o rocznych przychodach obrotach rzędu 130 miliardów euro i ponad 1 miliona osób zatrudnionych.